# Organización Mexicana de Traductores

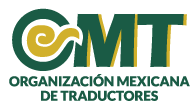
Logotipo de la OMT

La Organización Mexicana de Traductores (OMT) es una Asociación Civil que se constituyó en 1992, en Ciudad de México, para promover y apoyar la profesión de traductores e intérpretes. En la actualidad, la sede se encuentra en el Capítulo Occidente, en la ciudad de Guadalajara, Jalisco.
Como miembro regular de la Federación Internacional de Traductores (FIT), del Centro Regional América Latina (CRAL) y del Centro Regional Norte América (CRNA), la OMT goza de reconocimiento y presencia internacional.
La Organización Mexicana de Traductores, Capítulo Occidente, es un foro para traductores e intérpretes de México. En él, se imparten cursos y talleres de actualización, se intercambian opiniones y se proponen soluciones a la problemática profesional. Una de sus actividades más importantes es brindar a los profesionales de la traducción e interpretación la oportunidad de ser partícipes en la voz unificada de dicha profesión, dentro del mercado de trabajo y ante la sociedad.

## Orígenes y antecedentes
En 1992, se constituyó la Organización Mexicana de Traductores en Ciudad de México. Años más tarde, debido al auge de la traducción e interpretación en distintas partes de la República, comenzaron a surgir otros capítulos de la OMT; ejemplo de ello es el Capítulo Occidente. 
El Capítulo Occidente nació gracias a un grupo de traductores expertos que se reunía con fines sociales en la ciudad de Guadalajara, Jalisco. Con el tiempo, este grupo de traductores sintió la necesidad de expandirse, y para ello decidió llevar a cabo una serie de actividades profesionales, como establecer contacto con el director de la Maestría en Traducción e Interpretación de la Universidad Autónoma de Guadalajara (que se había instituido en 1995), organizar seminarios para dialogar sobre temas del quehacer traductológico, entre otras.
En el año 1999, ante la iniciativa de asociarse oficialmente como traductores, el grupo decidió establecer relaciones con la Organización Mexicana de Traductores en Ciudad de México, y fue así como los traductores de Guadalajara se constituyeron como un capítulo de la entonces asociación nacional.
Hasta el 2004, existían cuatro capítulos de la OMT:
- Capítulo CENTRO (Ciudad de México)
- Capítulo PUEBLA
- Capítulo VILLAHERMOSA
- Capítulo OCCIDENTE (con sede en Guadalajara, Jalisco)
Debido a los diversos retos que presentaron algunos capítulos a finales de ese mismo año (2004), los cuales originaron que algunos de estos desaparecieran (Capítulos Villahermosa y Puebla), se decidió que la presidencia quedara a cargo del Capítulo Occidente. Más tarde, el Capítulo Centro con sede en Ciudad de México también cerró sus puertas, razón por la que hoy en día el único capítulo vigente, el Capítulo Occidente, es sede de la Organización Mexicana de Traductores.

## Objetivos
Al constituirse como un capítulo de una asociación nacional, el Capítulo Occidente estableció objetivos específicos; por ejemplo:
• Promover la imagen y el reconocimiento de traductores e intérpretes. Al redactar su acta constitutiva, el Capítulo Occidente decidió incluir la figura del intérprete, no solo la del traductor.
• Fomentar la comunicación y el intercambio de conocimientos entre traductores e intérpretes.
• Establecer y mantener normas de ética y de competencia técnica.
• Servir como organismo consultor en el ámbito de la investigación y enseñanza de la traducción e interpretación.

## Actividades importantes

### Congreso Internacional de Traducción e Interpretación «San Jerónimo»
En septiembre de 1996, un grupo de colegas que conformarían el Capítulo Occidente de la Organización Mexicana de Traductores se reunió para festejar el Día Internacional del Traductor en un restaurante. Veinte años más tarde, esta reunión se convirtió en un congreso anual que congrega a 250 asistentes alrededor de conferencias, talleres y sesiones didácticas a cargo de diversos ponentes dispuestos a compartir puntos de vista, experiencias y conocimientos especializados en el campo de la traducción y la interpretación.
Gracias al apoyo de varias instituciones educativas a lo largo de estos años, el congreso se ha consolidado como un espacio para la actualización y el perfeccionamiento de traductores e intérpretes, y como foro para la reflexión sobre los problemas de orden práctico y cultural que enfrentamos en el terreno profesional.
Desde el 2007, la Feria Internacional del Libro de Guadalajara (FIL) incluyó al congreso en sus actividades académicas y, gracias a esto, el congreso se convirtió además en una oportunidad para establecer contacto y explorar terrenos profesionales para los traductores en el entorno de la Feria.

### Diplomados, talleres y cursos en traducción e interpretación
Uno de los objetivos primordiales del Capítulo Occidente ha sido fomentar la capacitación especializada de traductores e intérpretes, es por ello que desde el 2001 ha ofrecido dos diplomados presenciales con una duración de 160 horas cada uno: Diplomado en Traducción Inglés-Español y Diplomado en Traducción Jurídica Inglés-Español, este último cuenta con el reconocimiento de validez oficial de la Secretaría de Educación Pública y se ofrece también a distancia para los miembros y personas interesadas que no radiquen en la ciudad de Guadalajara.
En un principio, también se ofreció un diplomado en traducción del francés, pero, al no contar con la demanda suficiente, dejó de ofertarse.
Además de los diplomados, los miembros de la OMT organizan talleres y cursos relacionados con el quehacer de la traducción, como talleres sobre las herramientas del traductor (programas para el procesamiento de textos, Wordfast, MemoQ), traducción audiovisual, traducción literaria, traducción farmacéutica, interpretación consecutiva y simultánea, entre muchos otros temas que surgen, entre otros motivos, a partir de la necesidad del mercado laboral.

### Diplomados actuales
- Diplomado en Traducción Inglés - Español
- Diplomado en Traducción Jurídica Inglés - Español
- Diplomado en Traducción Jurídica Inglés - Español Semiescolarizado

### Relaciones con instituciones académicas
Desde el 2002, la Organización Mexicana de Traductores, Capítulo Occidente, ha logrado establecer contactos con algunas universidades e instituciones académicas, lo que ha permitido prestar servicios a través de sus miembros y dar apoyo a los programas de capacitación. Se han logrado acuerdos con el Instituto Tecnológico de Monterrey campus León, el Centro Universitario Angloamericano, la Universidad Autónoma de Guadalajara, así como otras universidades en diversas partes de la República.

### Publicaciones
Uno de los grandes objetivos de la Organización Mexicana de Traductores era la difusión de la traducción e interpretación a través de publicaciones, por lo que logró mantener, hasta el año 2003, la publicación de una revista cuya edición se realizaba en Puebla.

## Mesa directiva actual (2019-2021)
- Presidenta: Michele C. Arriola de la Mora
- Vicepresidenta: Lorenza Castiello Vallejo
- Secretaria: Daffne Andrade Reyna
- Tesorera: Grace Sutachan
- Vocales: Katina Fernández Cedi y Hanna Breckner Villaseñor
- Jefe de capacitación: Luis López Rodríguez
- Coordinadora del congreso San Jerónimo: Grace Sutachan
- Administradora: Lynda Parra Vargas

### Lista de expresidentes
- Elsy Anaí Villegas Carvallo
- Irma Amador García
- Jennifer Jane Nielsen
- Martha Schmidhuber Peña
- Michelle Bardales Martínez
- Salvador Virgen Aguilar
- Hermelinda González Gómez
- Teresa Ramírez Inzunza
- Esteban Cadena Chávez
- Thomas Chamberlin Kelly
- Guadalupe Sánchez Sánchez

## Información adicional

### Certificación para traductores
Instituciones profesionales como la American Translators Association otorgan una certificación mediante un examen que permite que un traductor, que cuente con suficiente experiencia, pueda demostrar que sus traducciones son de alta calidad. De esta manera, la ATA reconoce la cualidad profesional del traductor. Cada dos (o tres) años la OMT tramita ser sede del examen para certificar a traductores de inglés-español (o viceversa) y, por lo general, se programa para julio o agosto.